# Hans Ruin
Hans Valdemar Ruin, född 18 juni 1891 i Helsingfors i Finland, död 3 november 1980 i Stockholm, var en finländsk filosof och estetiker. Han var professor i filosofi vid Åbo Akademi 1945–1946 och docent i estetik vid Lunds universitet 1947.

## Biografi
Ruin var son till professorn Waldemar Ruin och Flora Lindholm. Han gifte sig 1917 med Karin "Kaisi" Sievers (född 1894), som var dotter till arkiater Klas Richard Sievers och friherrinnan Karin von Bonsdorff. Han var far till Olof Ruin, och morfar till David och Marika Lagercrantz. Också hans sonson fick namnet Hans Ruin och blev filosof (se Hans Ruin den yngre)
Ruin var en mångsidig författare, som skrev om såväl kontinental filosofi som om konst och litteratur, liksom självbiografiska texter. Analytisk filosofi, som alltmer började dominera filosofiämnet i Norden, kände han sig dock främmande inför. Det var ett skäl till att han lämnade Finland och sökte sig till Sverige och en tjänst i estetik.
Svenska kulturfonden instiftade år 2003 Hans Ruin-essätävlingen för essäister. Tävlingen arrangerades i början vartannat, numera vart tredje år.

## Priser och utmärkelser
- Doblougska priset 1957
- De Nios stora pris 1962
- Sydsvenska Dagbladets kulturpris 1963